# Президентские выборы в Приднестровской Молдавской Республике (2021)
Выборы президента Приднестровской Молдавской Республики 2021 года состоялись 12 декабря. Это были седьмые выборы президента в истории Приднестровья.
Прием документов на участие в выборах Президента ПМР начался 12 сентября и продлился до 11 ноября.
Согласно статье 60 Конституции ПМР Президентом Приднестровской Молдавской Республики может быть избран гражданин Приднестровья, состоящий в гражданстве ПМР не менее 10 лет и обладающий избирательным правом. Также кандидат должен быть не моложе 35 лет и ко дню выборов постоянно проживать на территории Приднестровья не менее 10 лет.

## Кандидаты на пост Президента Приднестровской Молдавской Республики
| Кандидат                        | Дата выдвижения | Способ выдвижения                                                                          | Статус                                  |
| ------------------------------- | --------------- | ------------------------------------------------------------------------------------------ | --------------------------------------- |
| Дирун Анатолий Викторович       | 14.09.2021      | самовыдвижение                                                                             | утративший статус выдвинутого кандидата |
| Красносельский Вадим Николаевич | 20.09.2021      | избирательное объединение «Союз промышленников, аграриев и предпринимателей Приднестровья» | зарегистрирован                         |
| Малышев Николай Анатольевич     | 29.09.2021      | инициативная группа избирателей по месту жительства                                        | утративший статус выдвинутого кандидата |
| Пынзарь Сергей Николаевич       | 14.10.2021      | самовыдвижение                                                                             | зарегистрирован                         |
| Дечев Сергей Иванович           | 02.11.2021      | самовыдвижение                                                                             | утративший статус выдвинутого кандидата |

- 14 сентября 2021 года Центральная избирательная комиссия ПМР приняла пакет документов от тираспольчанина Анатолия Дируна о его самовыдвижении в кандидаты на участие в президентских выборах. Анатолий Дирун родился в 1977 году. С 2000 по 2005 гг. являлся депутатом Тираспольского городского Совета народных депутатов, а в 2005 году стал депутатом Верховного Совета Приднестровья IV созыва, переизбран в 2010 году. Несколько лет входил в руководство приднестровской партии «Обновление». В августе 2013 г. возглавил инициативную группу по созданию Общественного движения «Народное Единство»[12]. 12 ноября ЦИК Приднестровья приняла решение об отказе в регистрации кандидата Анатолия Дируна.[13]
- 20 сентября 2021 года действующий Президент Приднестровья Вадим Красносельский подал в Центральную избирательную комиссию Приднестровья пакет документов о выдвижении в кандидаты на участие в президентских выборах. Вадим Красносельского выдвинул «Союз промышленников, аграриев и предпринимателей Приднестровья», затем кандидатуру действующего президента поддержали крупнейшие общественные организации страны — Общественные советы Тирасполя и Бендер , коллективы каменских образовательных учреждений  Архивная копия от 25 сентября 2021 на Wayback Machine, трудовые коллективы Дубоссар  Архивная копия от 24 сентября 2021 на Wayback Machine. Выдвижение Вадими Красносельского поддержала и Федерация профсоюзов Приднестровья  Архивная копия от 28 сентября 2021 на Wayback Machine.
- 29 сентября 2021 года документы о выдвижении в кандидаты на участие в президентских выборах подал житель Тирасполя Николай Малышев. В 2020 году Николай Малышев был кандидатом в депутаты Верховного совета Приднестровья[7]. 19 ноября ЦИК Приднестровья приняла решение об отказе в регистрации.
- 14 октября 2021 года Сергей Пынзарь подал в Центральную избирательную комиссию Приднестровья пакет документов о выдвижении в кандидаты на участие в президентских выборах[9]. 19 ноября решением ЦИК Приднестровья Сергей Пынзарь был зарегистрирован вторым кандидатом на пост Президента Приднестровья.
- 2 ноября 2021 года житель Бендер Дечев Сергей подал документы о выдвижении в кандидаты на участие в президентских выборах  Архивная копия от 7 ноября 2021 на Wayback Machine. 16 ноября Сергей Дечев снял свою кандидатуру с выборов Президента Приднестровья.[11]

## Результаты
Победу на выборах президента ПМР одержал действующий глава государства Вадим Красносельский.
| Место                   | Кандидаты               | Голоса  | %     |
| ----------------------- | ----------------------- | ------- | ----- |
| 1.                      | Вадим Красносельский    | 113 620 | 79,42 |
| 2.                      | Сергей Пынзарь          | 16 914  | 11,82 |
| Против всех             |                         |         |       |
| Численность избирателей |                         |         |       |
| Действительные голоса   | Действительные голоса   | 130 534 | 91,25 |
| Недействительные голоса | Недействительные голоса | 12 522  | 8,75  |
| Всего (явка %)          | Всего (явка %)          | 143 054 | 35,2  |

## Критика
Выборы ещё до их проведения подвергались критике из-за того что до них не были допущены основные конкуренты Красносельского.